# Chính quyền đơn nhất của Anh
Chính quyền đơn nhất của Anh là chính quyền địa phương chịu trách nhiệm về việc cung cấp tất cả các dịch vụ chính phủ địa phương trong huyện. Họ được thành lập theo Đạo luật Chính quyền địa phương năm 1992 (Vương quốc Anh), sửa đổi Đạo luật Chính quyền địa phương năm 1972 để cho phép sự tồn tại của các hạt mà không có nhiều huyện. Họ thường cho phép các thị trấn lớn có chính quyền địa phương riêng biệt từ các phần ít đô thị hóa của hạt của họ và cung cấp một chính quyền duy nhất cho các hạt nhỏ, nơi phân chia thành huyện sẽ là không thực tiễn. Chính quyền đơn nhất không bao gồm cả nước Anh. Hầu hết được thành lập trong những năm 1990 và một đợt tiếp tục được tạo ra vào năm 2009. Chính quyền đơn nhất có quyền hạn và chức năng mà ở nơi khác được quản lý riêng biệt bởi Hội đồng của các hạt không thuộc vùng đô thị và các huyện không thuộc vùng đô thị.